# ザ・ベストワン
『ザ・ベストワン』は、TBS系列で放送されているバラエティ番組である。番組タイトルは『ザ・ベストテン』（同局で長らく人気を博していた生放送の音楽番組）にちなんでいて、2021年10月15日から2022年9月9日までは、金曜 20:00 - 20:54にレギュラーで放送されていた。

## 概要
漫才・コント・ピン芸・音ネタ、ベテランから若手までのベストな人気芸人が手応えを感じた自身の"ベストワン"ネタを繰り広げる。
2020年から特別番組として数回放送された後に、 2003年4月15日（火）から2021年9月24日（金）までレギュラー放送されていた『ぴったんこカン・カン』の最終放送枠を受け継ぐ形でレギュラー放送を開始した。
毎週金曜日 20:00 - 20:54（JST）に放送することを想定しての移行であったが、実際にはこの通常レギュラー枠で編成されたことはなく、前後のレギュラー番組（『オオカミ少年』『中居正広の金曜日のスマイルたちへ』）などと交互に2時間（または3時間・4時間）の拡大版のスペシャル番組として放送されていた。他の特別番組などとの兼ね合いで、月に1回のペースでしか放送できないことも相次いだ結果、2022年9月9日でレギュラー放送を終了。翌10月以降は、『〜通しか知らない究極の一日〜熱狂!1/365日のマニアさん』が当番組と同様の経緯でレギュラーの放送枠を引き継ぐ 一方で、当番組は「お笑いの日」内の企画や特別番組として不定期で放送を続ける。

## 出演者

### MC
- 笑福亭鶴瓶[注 1]
- 今田耕司

### 女性MC
第5回までは、毎回異なる女優が担当。第6回およびレギュラー化以降の放送では、TBSテレビの女性アナウンサーから1名が交互に務めていた。特番の第15回からは「ゲストMC」と称して、鶴瓶・今田と共にMCを務める。
- 水原希子（第1回）
- 本田翼（第2回）
- 新木優子（第3回）[5]
- 上白石萌歌（第4回）
- 橋本環奈（第5回）[6]
- 山本里菜（第6回・第7回・レギュラー初回、第10回、第14回）[7][8]
- 田村真子（レギュラー第2回、第11回、第12回）[9]
- 若林有子（レギュラー第3回・第4回）
- 宇賀神メグ（レギュラー第5回・第6回、第9回、レギュラー最終回、第16回）
- 宇内梨沙（レギュラー第7回[注 2]）[4]
- 野村彩也子 (レギュラー第8回）[10]
- 皆川玲奈 （レギュラー第13回）
- 中条あやみ（第15回、この回から「ゲストMC」となる。）

### 特別ゲスト
- 吉高由里子（レギュラー初回、ベストワンミニッツのみ参加[11]）
- 杏（レギュラー3回目、ベストワンミニッツのみ参加[12]）
- 新庄剛志（レギュラー5回目、ベストワンミニッツのみ参加[13]）
- 吉田羊（レギュラー6回目、ベストワンミニッツのみ参加[14]）
- ダウンタウン（第3回・第6回・第7回、コーナーのみ参加）
- 江頭2:50（第7回、番組に乱入する形で参加）

## コーナー
ネタ
当番組のメインコーナー。芸人が今一番〇〇なネタを披露する。ネタの前振りでは、どのようなネタをするのか簡単な解説が入る。
ベストワンメモ
ネタの後にその芸人の「〇〇なベストワン」といったアンケートの結果が女性MCにより明かされる。
ベストワンミニッツ→ベストワンガチャ
回転型ステージに乗って芸人が出てきて、その芸人がショートネタを披露。「ミニッツ」では持ち時間は約1分だったが「ガチャ」になってからは長くなっている。最後に鶴瓶やゲストが1番面白かった芸人を発表。
ベストワンルーキーズ
勢いのある若手芸人がネタを披露。
ベストワンドロップ
コント師芸人がツッコミのセリフなどを指定された中でショートコントを披露。ネタ後はゲストが大ドロップ、中ドロップ、小ドロップの3段階で評価。
ベストワンクロストーク
1〜3組の芸人がお互いのプライベートなどについて暴露したり、普段は聞けない質問を聞いたりする。
即興漫才一発勝負 ベストワンテイク
漫才師がボケ方やツッコミ方を指定されるお題の中で漫才をする。3つのうち2つはMCがネタ披露前に決定し、最後の一つは漫才中にモニターで発表される。

## 放送リスト

### 特番
| 回 | 放送日時                     | 出演芸人 | 備考 |
| -- | ---------------------------- | --- | --- |
| 1  | 2020年3月15日 18:00 - 21:00  | <通常ネタ> アンガールズ、EXIT、かまいたち、スピードワゴン、東京03、どぶろっく、とろサーモン、中川家、ニューヨーク、NON STYLE、ぺこぱ、博多華丸・大吉、爆笑問題、ハナコ、ミキ、ミルクボーイ、ロバート <ベストワンミニッツ（太字は「つるベストワンミニッツ」）> アマレス兄弟、キャツミ、グータン、くらげ、さや香、3時のヒロイン、信濃岳夫&金原早苗、てんしとあくま、ネイチャーバーガー、白桃ピーチよぴぴ、松浦景子、ロングロング | オープニングアクトとして、6代目神田伯山が前口上を披露した。                                              |
| 2  | 2020年8月2日 18:00 - 21:00   | <通常ネタ> アインシュタイン、銀シャリ、さらば青春の光、サンドウィッチマン、霜降り明星、スピードワゴン、東京03、友近、ナイツ、中川家、なすなかにし、南海キャンディーズ、バイきんぐ、バカリズム、ハライチ、野田クリスタル、ミルクボーイ、和牛 <ベストワンミニッツ> アユチャンネル、木下弱、キャツミ、クロスバー直撃、SAKURAI、さや香、3時のヒロイン、タチマチ、ぼる塾、マユリカ、もりやすバンバンビガロ、ヤンシー＆マリコンヌ、ワタリ119 | オープニングアクトとして、和田アキ子とm-floがテーマソング「HEY!」を披露した。                            |
| 3  | 2020年9月26日 16:30 - 19:00  | <通常ネタ> EXIT、かまいたち、シャンプーハット、チョコレートプラネット、ドランクドラゴン、NON STYLE、バイきんぐ、ハナコ、ミキ、四千頭身、ロッチ、ロバート、笑い飯 <ベストワンミニッツ> エイトブリッジ、オジンオズボーン、クロスバー直撃、衝撃デリバリー、TOKU、ビスケットブラザーズ、ヒロカズ劇場、ヘンダーソン、わらふぢなるお | 『お笑いの日2020』の構成番組として放送。オープニングアクトとして、野村萬斎が「MANSAIボレロ」を披露した。 |
| 4  | 2021年3月28日 18:00 - 21:54  | <通常ネタ> アンガールズ、おいでやすこが、オードリー、かもめんたる、麒麟、銀シャリ、シソンヌ、霜降り明星、ジャルジャル、ジャングルポケット、ずん、ナイツ、流れ星、博多華丸・大吉、バカリズム、爆笑問題、パンクブーブー、フットボールアワー、マヂカルラブリー、宮下草薙、ゆりやんレトリィバァ、吉住、ライス、和牛 <ベストワンミニッツ> アイドル鳥越、ウエストランド、エイトブリッジ、大谷健太、怪奇!YesどんぐりRPG、小森園ひろし、ZAZY、サンタモニカ、ジェラードン、スクールゾーン、スマイラーズ、錦鯉、ふぁのシャープ、森本サイダー | オープニングアクトとして、上妻宏光とMIYAVIによるスペシャルセッションが披露された。                       |
| 5  | 2021年7月23日 19:00 - 22:54  | <通常ネタ> EXIT、かまいたち、コロコロチキチキペッパーズ、さらば青春の光、霜降り明星、スピードワゴン、ダイアン、チョコレートプラネット、東京03、バイきんぐ、爆笑問題、ますだおかだ、マヂカルラブリー、ミキ、ミルクボーイ、野性爆弾、ロッチ、ロバート、和牛、笑い飯 <ベストワンミニッツ> アイロンヘッド、ウエストランド、がっつきたいか、スカーレット、TOKYO COOL、トンコツポンコツ、にたりひょん吉、5GAP、フタリシズカ、ヘンダーソン、坊あかね、ランジャタイ<ベストワンルーキーズ> オズワルド、かが屋、ニッポンの社長 <赤坂ギャグマラソン> 原西孝幸（FUJIWARA）、プラス・マイナス、ちゅうえい（流れ星☆）、怪奇!YesどんぐりRPG、Everybody | 2回目の生放送。オープニングアクトとして、岡本知高が「トゥーランドット（誰も寝てはならぬ）」を披露した。  |
| 6  | 2021年10月2日 16:30 - 19:00  | <通常ネタ> アンガールズ、海原やすよ ともこ、麒麟、サンドウィッチマン、シソンヌ、ジャルジャル、ナイツ、中川家、バカリズム、ハナコ、フットボールアワー、見取り図 <ベストワンミニッツ> さや香、コットン、庄司智春（品川庄司）、お見送り芸人しんいち、守谷日和、くっきー!（野性爆弾）、ビスケットブラザーズ、セルライトスパ、アンタッチャブル | 3回目の生放送。『お笑いの日2021』の構成番組。                                                            |
| 7  | 2022年10月8日 16:30 - 19:00  | <通常ネタ> おぎやはぎ、空気階段、コサキン、シソンヌ、霜降り明星、ジャルジャル、ニューヨーク、NON STYLE、爆笑問題、ハナコ、見取り図、ロッチ <ベストワンテイク> 錦鯉、マヂカルラブリー | 4回目の生放送。『お笑いの日2022』の構成番組。                                                            |
| 8  | 2023年2月18日 19:00 - 21:54  | <通常ネタ> ハナコ、ナイツ、ビスケットブラザーズ、空気階段、テンダラー、EXIT、陣内智則、東京03、ウエストランド、コットン、さや香、ジャルジャル、南海キャンディーズ、錦鯉、NON STYLE、爆笑問題、ハライチ、フットボールアワー、ミキ、吉本新喜劇ユニット、ロッチ、令和ロマン、ロングコートダディ<ベストワンパフォーマンスSHOW> レイザーラモンRG、いぬ、ウエスP、ツネ（2700）、ねこじゃらし、バタハリ、5GAP | 関東ローカルでオープニングアクトを放送。                                                                 |
| 9  | 2023年10月21日 16:30 - 19:00 | <通常ネタ> ウエストランド、霜降り明星、ジャルジャル、ダイアン、チョコレートプラネット、ナイツ、錦鯉、ニューヨーク、ハライチ、ビスケットブラザーズ、フットボールアワー、ロッチ <ベストワンテイク> モグライダー、見取り図 | 5回目の生放送。『お笑いの日2023』の構成番組。                                                            |
| 10 | 2024年1月27日 18:51 - 21:54  | <通常ネタ> 秋山竜次（ロバート）×友近、ウエストランド×マシンガンズ、Aマッソ、おぎやはぎ、蛙亭、かが屋、ギャロップ、銀シャリ、さや香、さらば青春の光、サルゴリラ、真空ジェシカ、男性ブランコ、どぶろっく×錦鯉×お見送り芸人しんいち、ナイチンゲールダンス、中川家、ニューヨーク、バイきんぐ、ミキ、ミルクボーイ、ヤーレンズ、令和ロマン <ベストワンパフォーマンスSHOW> ウエスP、太田隆司（いぬ）、甘味処、元気たつや、スピーディーハンター、にしだっくす、ねこじゃらし、ノリ（バビロン）、松本勇馬（スカイサーキット）、YUTARO、リボルバー・ヘッド                                                                                         | |
| 11 | 2024年3月15日 19:00 - 22:00  | <通常ネタ> エルフ、ウエストランド、おいでやす小田、カゲヤマ、かもめんたる、コロコロチキチキペッパーズ、サルゴリラ、タイムマシーン3号、東京03、東京ホテイソン、トム・ブラウン、トレンディエンジェル、とろサーモン、ななまがり、錦鯉、ニッポンの社長、ネルソンズ、爆笑問題、ビスケットブラザーズ、フットボールアワー、マヂカルラブリー、ライス、ラバーガール、ランジャタイ、ロッチ、ロングコートダディ、吉本新喜劇ユニット、ヨネダ2000、笑い飯 | |
| 12 | 2024年8月23日 20:00 - 22:00  | <通常ネタ> 囲碁将棋、ウエストランド、ガクテンソク、カミナリ、ギャロップ、ケビンス、タイムマシーン3号、男性ブランコ、東京ホテイソン、トム・ブラウン、ナイツ、中川家、錦鯉、NON STYLE、ハマカーン、マユリカ、モグライダー、ヤーレンズ、ロングコートダディ | |
| 13 | 2024年10月12日 17:00 - 18:15 | <通常ネタ> ウエストランド、かまいたち、ダチョウ俱楽部、ナイツ、ニューヨーク、ミキ、水田信二、盛山晋太郎（見取り図）、山添寛（相席スタート） | 6回目の生放送。『お笑いの日2024』の構成番組。                                                            |
| 14 | 2025年3月31日 21:30 - 22:57  | <通常ネタ> オードリー、かまいたち、麒麟、千鳥、東京03、友田オレ、ナイツ、バカリズム、バイきんぐ、博多華丸・大吉、ロバート、ロングコートダディ | |

### レギュラー放送

#### 2021年
| 回 | 放送日時               | 出演芸人 | 備考                 |
| -- | ---------------------- | --- | -------------------- |
| 1  | 10月15日 19:00 - 22:00 | <通常ネタ（太字は「ベストワントーク」にも出演）> アインシュタイン、アルコ&ピース、おいでやすこが、銀シャリ、空気階段、さらば青春の光、ジャルジャル、ジャングルポケット、ダイアン、ニューヨーク、ミキ、笑い飯 <ベストワンミニッツ> 怪奇!YesどんぐりRPG、小島よしお、シカゴ実業、スーパートマト、スクールゾーン、セルライトスパ、TOKYO COOL、トム・ブラウン、ななまがり、にたりひょん吉、ねこじゃらし、原西孝幸（FUJIWARA）、ビスケットブラザーズ、ペペロペBURGERS、坊あかね、ミッドナイトドレス、ヤジマリー。（スカチャン、レインボー <ベストワンルーキーズ> ウエストランド、コウテイ、ラランド                                            | レギュラー放送初回。 |
| 2  | 10月29日 19:00 - 22:00 | <通常ネタ（太字は「ベストワントーク」にも出演）> 霜降り明星、ロッチ、NON STYLE、マヂカルラブリー、シソンヌ、プラス・マイナス、トレンディエンジェル、吉本新喜劇ユニット、オズワルド、ミルクボーイ、天竺鼠、テンダラー <ベストワンミニッツ> Everybody、ネイチャーバーガー、らいken、永井佑一郎、ぱーてぃーちゃん、スクールゾーン、にたりひょん吉、サンタモニカ、5GAP、もりやすバンバンビガロ、三日月マンハッタン、武将様とゴエ爺、ななまがり、インポッシブル、チェリー吉武 <ベストワンルーキーズ> 3時のヒロイン、ネルソンズ、Aマッソ、ランジャタイ、ザ・マミィ\|                                                                            |                      |
| 3  | 11月12日 19:00 - 20:57 | <通常ネタ（太字はベストワントークにも出演）> 空気階段、蛙亭、ZAZY、男性ブランコ、そいつどいつ、キュウ、ガクテンソク、ジェラードン、東京ホテイソン、ヤギとひつじ、金の国、ビスケットブラザーズ <ベストワンミニッツ> ヤンシー＆マリコンヌ、ダイタク、守谷日和、スクールゾーン、シシガシラ、片倉ブリザード、ヤジマリー（スカチャン）、セルライトスパ、TOKYO COOL | ルーキーズSP         |
| 4  | 11月26日 19:00 - 20:57 | <通常ネタ（太字はベストワントークにも出演）> EXIT、トータルテンボス、矢野・兵動、ニューヨーク、木村祐一、スピードワゴン、スーパーマラドーナ、ナイツ、マヂカルラブリー、アキナ、かが屋、チョコレートプラネット、吉住 |                      |
| 5  | 12月24日 19:00 - 22:54 | <通常ネタ> アインシュタイン、ミキ、ニューヨーク、ハナコ、EXIT、ロッチ、トレンディエンジェル、空気階段、ニッポンの社長、男性ブランコ、かもめんたる、ジャングルポケット、ジェラードン、蛙亭、オズワルド、ランジャダイ、インディアンス、ゆにばーす、ロングコートダディ、もも、錦鯉 <ベストワンミニッツ> ねこじゃらし、ブラゴーリ、ヤジマリー。（スカチャン）、カカロニ、スクールゾーン、まんぷくユナイテッド、アゲイン、アユチャンネル、シシガシラ、きつね、だーりんず、小森園ひろし、TAIGA <ベストワンドロップ> ロッチ、ジャングルポケット、蛙亭、ジェラードン、ニッポンの社長、男性ブランコ<ベストワントーク> 千鳥、とろサーモン、ダイアン |                      |

#### 2022年
| 回 | 放送日時              | 出演芸人 | 備考 |
| -- | --------------------- | --- | --- |
| 6  | 1月21日 19:00 - 22:00 | <通常ネタ（太字はベストワントークにも出演）> Aマッソ、かまいたち、銀シャリ、佐久間一行、さらば青春の光、しずる、ダイアン、千鳥、天竺鼠、どぶろっく、とろサーモン、ナイツ、バカリズム、パンクブーブー、ライス、笑い飯 <ベストワンミニッツ> 小森園ひろし、新作のハーモニカ、スマイラーズ、TOKYO COOL、にたりひょん吉、はなしょー、バビロン、ビスケットブラザーズ、まんぷくユナイテッド、やさしいズ、レインボー、ワラバランス <ベストワンルーキーズ> からし蓮根、真空ジェシカ、モグライダー <ベストワントーク> オズワルド                                                                                               | |
| 7  | 2月11日 19:00 - 22:00 | <通常ネタ> ジャルジャル、ジャングルポケット、テンダラー、吉本新喜劇ユニット、和牛 <ベストワンガチャ> あっぱれ婦人会、インポッシブル、金属バット、金の国、コウテイ、コットン、GAG、シシガシラ、新作のハーモニカ、スクールゾーン、スタンダップコーギー、そいつどいつ、大自然、ダイタク、滝音、ダニエルズ、TEAM BANANA、天才ピアニスト、トンツカタン、ななまがり、バビロン、パンプキンポテトフライ、ビスケットブラザーズ、フースーヤ、ヘンダーソン、マユリカ、マリオネットブラザーズ、モグライダー、モシモシ、もも、ゆにばーす、ランジャタイ、レインボー                                                                | |
| 8  | 3月4日 19:00 - 22:00  | <通常ネタ> COWCOW、カミナリ、さらば青春の光、タイムマシーン3号、チョコレートプラネット、東京03、なすなかにし、ぺこぱ、マヂカルラブリー、ミルクボーイ、もう中学生、レイザーラモン <ベストワンガチャ>インディアンス、オダウエダ、鬼越トマホーク、お見送り芸人しんいち、スタンダップコーギー、ゼンモンキー、そいつどいつ、ゾフィー、ダイタク、TOKYO COOL、東京ホテイソン、ニッポンの社長、ママタルト、ゆめちゃん、吉田たち、レインボー <ベストワンドロップ> アルコ&ピース、金の国、ネルソンズ、ぱーてぃーちゃん、ビスケットブラザーズ                                                                                   | |
| 9  | 4月1日 19:00 - 21:54  | <通常ネタ> アインシュタイン、おいでやすこが、お見送り芸人しんいち、蛙亭、銀シャリ、ジャルジャル、ジャングルポケット、スピードワゴン、ダイアン、南海キャンディーズ、吉住、ライス、ロッチ <ベストワンガチャ> 祇園、金の国、コットン、スクールゾーン、セルライトスパ、滝音、TCクラクション、紅しょうが、マユリカ、ヨネダ2000、ラバーガール <ベストワンドロップ> 金の国、コットン、スクールゾーン、スピードワゴン、セルライトスパ、滝音、TOKYO COOL、マユリカ、ラバーガール、ロッチ | |
| 10 | 4月22日 20:00 - 21:54 | <ベストワンガチャ> インディアンス、ガクテンソク、からし蓮根、ジグザグジギー、シシガシラ、しゃもじ、新作のハーモニカ、すゑひろがりず、そいつどいつ、ダイタク、トット、トム・ブラウン、トンツカタン、ぱーてぃーちゃん、ビスケットブラザーズ、モグライダー、ラニーノーズ、ランジャタイ、令和喜多みな実、ロングコートダディ <ベストワンドロップ> 蛙亭、金の国、スクールゾーン、男性ブランコ、ネルソンズ、ビスケットブラザーズ、フルーツポンチ、ラランド | |
| 11 | 5月13日 19:00 - 21:54 | <通常ネタ> 錦鯉、ミキ、ニューヨーク、パンクブーブー、どぶろっく、笑い飯、プラス・マイナス、ジャルジャル、ミルクボーイ、とろサーモン、NON STYLE、Aマッソ <ベストワンテイク> 錦鯉、トレンディエンジェル、おいでやすこが、トム・ブラウン、ランジャタイ、なすなかにし、インディアンス<ベストワンガチャ> ネルソンズ、もも、サツマカワRPG、滝音、お見送り芸人しんいち、スクールゾーン、ねこじゃらし、SAKURAI、男性ブランコ、新作のハーモニカ、シャウト!!、ガクテンソク、オドるキネマ、紅しょうが、レイザーラモンRG×AMEMIYA                                                                                                 | |
| 12 | 6月3日 20:00 - 21:54  | <通常ネタ> フットボールアワー、マヂカルラブリー、ダイアン、ミキ、ジャルジャル、ハナコ、野性爆弾、蛙亭、笑い飯、ランジャタイ、ライス、ネルソンズ、ロッチ、しずる、金の国 <ベストワントーク> フットボールアワー、野性爆弾 | MBSテレビは野球中継のため、別日に振替放送（ネットスポンサーは野球中継内で対応、ただし中断して挿入された『JNNフラッシュニュース』のみJNN協定適用のため同時ネットされた）。 |
| 13 | 7月15日 19:00 - 21:54 | <通常ネタ> ザ・マミィ、かが屋、蛙亭、男性ブランコ、Aマッソ、ビスケットブラザーズ、ハナコ、ナイツ、ストレッチーズ、トータルテンボス <ベストワンテイク> 流れ星☆、おいでやすこが、東京ホテイソン、インディアンス、タイムマシーン3号、ランジャタイ、プラス・マイナス、とろサーモン <ベストワンガチャ> 滝音、SAKURAI、オドるキネマ、ヘンダーソン、こたけ正義感、ゾフィー、シシガシラ、ヤジマリー。（スカチャン）、ファイヤーサンダー、ヒコロヒーとみなみかわ、大谷健太、パーパー <ベストワントーク> ナイツ、ランジャタイ、インディアンス                                                                                  | |
| 14 | 8月19日 19:00 - 20:57 | <通常ネタ> 錦鯉、パンクブーブー、ジャルジャル、ハリウッドザコシショウ、トレンディエンジェル、さらば青春の光、すゑひろがりず、博多華丸・大吉、東京03、アインシュタイン、東京ホテイソン、ライス、爆笑問題 <ベストワントーク> おぎやはぎ、爆笑問題 | |
| 15 | 9月9日 19:00 - 22:00  | <通常ネタ> なすなかにし、銀シャリ、ロッチ、南海キャンディーズ、アルコ&ピース、ZAZY、ランジャタイ、ミルクボーイ <ベストワンテイク>コロコロチキチキペッパーズ、四千頭身、流れ星☆、ぺこぱ、プラス・マイナス、宮下草薙、COWCOW、すゑひろがりず <ベストワンガチャ> カベポスター、トンツカタン、新作のハーモニカ、ヘンダーソン、おしみん守谷まる日和、チュランペット、ニモテン、御華坊、スクールゾーン、ケビンス、ぱーてぃーちゃん、ヒガ2000 <ベストワントーク> 空気階段、いぬ、かが屋、クロコップ、コットン、最高の人間、ニッポンの社長、ネルソンズ、ビスケットブラザーズ、や団、ロングコートダディ、爆笑問題、おぎやはぎ | レギュラー放送最終回 |

## ネット局
レギュラー放送終了時点
| 放送対象地域   | 放送局                    | 系列    | 放送時間           | ネット状況 |
| -------------- | ------------------------- | ------- | ------------------ | ---------- |
| 関東広域圏     | TBSテレビ（TBS）          | TBS系列 | 金曜 20:00 - 20:54 | 【制作局】 |
| 北海道         | 北海道放送（HBC）         | TBS系列 | 金曜 20:00 - 20:54 | 同時ネット |
| 青森県         | 青森テレビ（ATV）         | TBS系列 | 金曜 20:00 - 20:54 | 同時ネット |
| 岩手県         | IBC岩手放送（IBC）        | TBS系列 | 金曜 20:00 - 20:54 | 同時ネット |
| 宮城県         | 東北放送（tbc）           | TBS系列 | 金曜 20:00 - 20:54 | 同時ネット |
| 山形県         | テレビユー山形（TUY）     | TBS系列 | 金曜 20:00 - 20:54 | 同時ネット |
| 福島県         | テレビユー福島（TUF）     | TBS系列 | 金曜 20:00 - 20:54 | 同時ネット |
| 山梨県         | テレビ山梨（UTY）         | TBS系列 | 金曜 20:00 - 20:54 | 同時ネット |
| 長野県         | 信越放送（SBC）           | TBS系列 | 金曜 20:00 - 20:54 | 同時ネット |
| 新潟県         | 新潟放送（BSN）           | TBS系列 | 金曜 20:00 - 20:54 | 同時ネット |
| 静岡県         | 静岡放送（SBS）           | TBS系列 | 金曜 20:00 - 20:54 | 同時ネット |
| 富山県         | チューリップテレビ（TUT） | TBS系列 | 金曜 20:00 - 20:54 | 同時ネット |
| 石川県         | 北陸放送（MRO）           | TBS系列 | 金曜 20:00 - 20:54 | 同時ネット |
| 中京広域圏     | CBCテレビ（CBC）          | TBS系列 | 金曜 20:00 - 20:54 | 同時ネット |
| 近畿広域圏     | 毎日放送（MBS）           | TBS系列 | 金曜 20:00 - 20:54 | 同時ネット |
| 鳥取県・島根県 | 山陰放送（BSS）           | TBS系列 | 金曜 20:00 - 20:54 | 同時ネット |
| 岡山県・香川県 | RSK山陽放送（RSK）        | TBS系列 | 金曜 20:00 - 20:54 | 同時ネット |
| 広島県         | 中国放送（RCC）           | TBS系列 | 金曜 20:00 - 20:54 | 同時ネット |
| 山口県         | テレビ山口（tys）         | TBS系列 | 金曜 20:00 - 20:54 | 同時ネット |
| 愛媛県         | あいテレビ（itv）         | TBS系列 | 金曜 20:00 - 20:54 | 同時ネット |
| 高知県         | テレビ高知（KUTV）        | TBS系列 | 金曜 20:00 - 20:54 | 同時ネット |
| 福岡県         | RKB毎日放送（RKB）        | TBS系列 | 金曜 20:00 - 20:54 | 同時ネット |
| 長崎県         | 長崎放送（NBC）           | TBS系列 | 金曜 20:00 - 20:54 | 同時ネット |
| 熊本県         | 熊本放送（RKK）           | TBS系列 | 金曜 20:00 - 20:54 | 同時ネット |
| 大分県         | 大分放送（OBS）           | TBS系列 | 金曜 20:00 - 20:54 | 同時ネット |
| 宮崎県         | 宮崎放送（MRT）           | TBS系列 | 金曜 20:00 - 20:54 | 同時ネット |
| 鹿児島県       | 南日本放送（MBC）         | TBS系列 | 金曜 20:00 - 20:54 | 同時ネット |
| 沖縄県         | 琉球放送（RBC）           | TBS系列 | 金曜 20:00 - 20:54 | 同時ネット |

## スタッフ
●=レギュラー版から
- ナレーター：木村昴
- 構成：大平尚志（第5回-）、酒井義文、藤井直樹、細川拓朗、小笠原英樹
- TM：森和哉（TBSテレビ、第2,4回-）
- PM（●）：寺尾昭彦（●）
- TD：中村年正（第2,3回と●、第1回はカメラ、第4,5回はSW）、米山亨（第2,4,5回と●、第3回はSW）、水崎雄太（●）【週替り】
- カメラ：宮下政人（第2回-）、遠藤貴史（●）【週替り】
- VE：則竹香（●）
- 音声：井上奈央子（第5回-、第3回はMIX）
- PA（第3回と●）：宮坂修（●）、中澤望（●）【週替り】
- 照明：押木佑介（第2回-）、富井泰良（●）【週替り】
- CG（●）：角川摩莉子（●）
- CGデザイン：キャニットG、degidelic
- 美術プロデューサー：桂誉和（第5回-、第3回までは美術制作のみ、第4回は美術制作兼務）
- 美術デザイナー：木村真梨子（TBSテレビ、第1,2,4回-、第3回は美術デザインと表記）
- 美術ディレクター：田中秀和（●）、岩谷孝平（第3,5回-）（共に以前は美術制作）
- 装置：坂本進
- 装置操作：中見翔輝（第2回-）
- 電飾：入江智喜、小堀里奈（入江・小堀→●）
- 特殊装置：黒野堅太郎、田中徳一（田中→●）
- アクリル装飾：青木剛
- 装飾：安藤豪（●）
- 衣裳：佐多真優果（●）
- 持道具（第2回-）：岩本美徳（第2,3回と●）
- ヘアメイク：三田彩聖（●）、上田実穂
- スタイリスト：上野真紀
- 編集：林迪晴、前田孝介（前田→●）
- MA：小田口将史（第5回-）
- 音効：阿部雄太（第5回-、第4回まではMA兼務）
- TK：伊藤佳加（第1,2,4回-）
- 技術協力（●）：IMAGICA Lab.（●）
- 編成：川口佳太（TBSテレビ、●）
- デスク：高橋美樹（●）
- 衣装協力：JUMBLE STORE
- 宣伝：多賀名千尋・竹井英俊（共にTBSテレビ、●）
- 配信（●）：塩川篤史（TBSテレビ、●）
- AD：金丸大輔、小田里沙子、浅田陸、大城未希（金丸→第5回-、小田・浅田→●）
- AP：菊池絢子（第1,2,4回-）、澤田和平（第4回-）、武藤佑樹・香西大輝（共に吉本興業、武藤・香西→●）、松原杏奈（第5回-）、新藤穂波・山崎遥加（共に●）
- 制作協力：共テレ、吉本興業
- ディレクター：新井孝輔（Platform）、加藤貴史、飛田竜平・菅谷美香（共にアルファ・グリッド）、宮﨑里奈（新井・加藤・菅谷→第5回-、菅谷→第4回までは制作進行、宮﨑→●、●途中まではAD）
- ディレクター/演出（●）：神田洋昭（TBSテレビ、●、第2-5回はディレクター）、原田浩司（原田→●途中まではディレクター）【週替り】
- 演出：浜田諒介（TBSテレビ）
- プロデューサー：高柳健人・田邊哲平（共にTBSテレビ、田邊→第5回-）、高宮一徳・上野和彦（共に共テレ、上野→●）、仲村孝明（アルファ・グリッド）、帯川航（吉本興業、●）
- 総合演出：藪木健太郎（共テレ）
- 制作プロデューサー：坂本義幸（TBSテレビ、●、第1-5回はチーフプロデューサー）
- 制作：TBSテレビコンテンツ制作局制作1部
- 製作著作：TBS

### 歴代のスタッフ
- 構成：大平カンフー（第1,2,4回）、澤井直人（第5回）
- TM：荒木健一（TBSテレビ、第1回）、八木真（TBSテレビ、第3回）
- TD：小笠原朋樹（第1回）
- VE：生田史織（第1,2回）、木野内洋（第3-5回）
- 音声：宇野仁美（第1,2,4回）
- PA（第3回）：鈴木紀浩（第3回）
- 収録センター（第3回）：平子勝隆（第3回）
- 照明：渋谷康治（第1回）
- CGプロデューサー：八木真一郎（TBSテレビ、第1-5回）
- テロップ（第5回）：望月貴仁（第5回）
- 美術P：中西忠司（TBSテレビ、第1回）、齊藤傑（TBSテレビ、第2回）
- 美術制作：三枝善治郎（第1回）、武井大浩（第2回-）
- 電飾：石野祥一（第1-5回）、住義仁、土肥翔太（土肥→●）
- 特殊装置：西尾亘平（●）
- 装飾：田村健(建)治
- 装置操作：山本晃靖（第1回）
- 持道具（第2回-）：佐藤由莉加（第4回-）
- 衣裳：渥美智恵（第1-4回）、原口恵里（第5回-）
- ヘアメイク：八木田梨花（第1回）、西村紘美（第2,4,5回）、藤田三奈（第3回）、岡口真美（●）
- TK：鈴木裕恵（第3回）
- 協力（第5回）：PIXTA、iStock、JOYSOUND（共に第5回）
- 編成：加藤丈博（TBSテレビ、第1回）、上田淳也（TBSテレビ、第2,3回）、高市廉（TBSテレビ、第4,5回）
- 宣伝：眞鍋武（TBSテレビ、第1,2回）、小林久幸（TBSテレビ、第1-5回）、小山陽介（TBSテレビ、第4,5回）、白井可奈子（TBSテレビ、●）
- デスク：椿美貴子（第1-5回）
- AD：川尻百美（第1-5回）、須田恵美、河村穂乃果（須田・河村→第3回）、秦直希（秦→第4回）、熊崎心（第4,5回）、髙田健司郎、石﨑翼、塩野雅也、佐々木黎、小倉早貴、青木友香子、前田さき、（髙田・石﨑・塩野・佐々木→第5回、小倉・青木・前田→●）
- AP：柴野満里奈（共テレ、●）、服部有紀子・島田力規王・世継栄太（共に吉本興業、服部～世継→第2回-、服部→第1回は協力AP）
- MP：渡辺英樹（TBSテレビ、第1-4回）
- 協力AP：坂井直樹（第1回）
- ディレクター：村居大輔（TBSテレビ、●）
- 演出：原武範（Platform、第1回）
- 協力P：鈴木一慶（吉本興業、第1回）
- プロデューサー：樋江井彰敏（TBSテレビ、●）、田井中皓介（吉本興業、第1回は協力P）

## 番組テーマ曲
- m-flo loves Akiko Wada「HEY!」
  - 演者の出囃子としても使用。また芸人を紹介するナレーションのBGMは和田がカバーした「Uptown Funk」。また、第2回のオープニングアクトとして出演経験もある。

## 備考
- 2020年5月8日（金曜日）19:00 - 20:57の枠にて、第1回放送を2時間に凝縮した特別編が放送された。なお、当初5月1日に放送予定だったが、TBSでは『天までとどけ』などのドラマや『はなまるマーケット』の司会など同系番組に多く出演した女優の岡江久美子が4月23日に急逝（63歳没）したことを受け、通常金曜日にレギュラー放送されている『ぴったんこカン・カン』を20時台で急遽編成し、岡江の追悼特集を放送したため1週順延（19時台も『爆報! THE フライデー』の8日放送予定分を繰り上げ放送）となり、両日の放送番組を交換する形をとった。
- 第1回放送に出演した芸人のうち、吉本興業所属の漫才コンビ・てんしとあくまのメンバー、川口敦典（ツッコミ担当）が放送翌週の5月15日、心臓疾患のため急逝した（36歳没）[15][18]。
- 第3回は『お笑いの日』ということもあり、過去2回とは異なる部分がいくつか見られた。
  - 初の生放送。
  - 番組を観ている全国の視聴者とスタジオをリモートで繋ぐ企画が行われた。
  - 同じく「お笑いの日」の構成番組として放送された『キングオブコント2020』の準備中の様子が中継された。
  - 「ベストワンミニッツ」のコーナーでは、司会ブースにダウンタウン（松本人志・浜田雅功。同特番の総合司会を担当）が登場。また、コーナー後の「つるベストワンミニッツ」の代わりに、松本が選ぶ「松本ベストワンミニッツ」が行われた。
- 第5回では「赤坂ギャグマラソン」と題して、ちゅうえい（流れ星）、怪奇!YesどんぐりRPG、プラス・マイナス、Everybody、原西孝幸（FUJIWARA）といったギャガー達が、本編とは別のスタジオから放送1時間前より5時間にわたり、番組公式Twitterで一発ギャグを配信（計180本）し、番組内でも時折その模様が中継された。
- 第6回も『お笑いの日』ということもあり、その他の回とは異なる部分が見られた。
  - 同じく「お笑いの日」の構成番組として放送された『キングオブコント2021』の準備中の様子が中継された。
  - 「ベストワンミニッツ」のコーナーでは、司会ブースにダウンタウン（松本人志・浜田雅功。同特番の総合司会を担当）が登場。
- 第7回も『お笑いの日』ということもあり、その他の回とは異なる部分が見られた。
  - 同じく「お笑いの日」の構成番組として放送された『キングオブコント2022』の準備中の様子が中継された。
  - 「ベストワンテイク」のコーナーでは、司会ブースにダウンタウン（松本人志・浜田雅功。同特番の総合司会を担当）が登場。
- 放送終了後、Paravi（第5回からはTVerでも期間限定配信[注 15]）で配信されているが、オープニングアクトや一部のネタは配信されない場合がある。